# ريتشموند ويب
ريتشموند ويب (بالإنجليزية: Richmond Webb)‏ هو لاعب كرة قدم أمريكية أمريكي، ولد في 11 يناير 1967 في دالاس في الولايات المتحدة.

## وصلات خارجية
- ريتشموند ويب على موقع مرجع كرة القدم المحترفة.كوم (الإنجليزية)